# UoSAT-12
O UoSAT-12 é um satélite britânico atuando em órbita terrestre baixa. Ele é o décimo segundo de uma série de satélites da Universidede de Surrey, projetado e construído pela Surrey Satellite Technology (SSTL). Ele foi lançado e posto em órbita em Abril de 1999 por um foguete Dnepr-1 a partir do Cosmódromo de Baikonur.
Com a ajuda desse satélite, a Universidede de Surrey e a SSTL, podem demonstrar a estimativa das órbitas de seus satélites a partir do próprio satélite, sem depender de um segmento em terra para isso.